# Équipe cycliste Symmetrics
L'équipe cycliste Symmetrics est une ancienne équipe cycliste canadienne participant aux circuits continentaux de cyclisme et en particulier l'UCI America Tour. L'équipe existe de 2005 à 2008. Durant son existence, l'équipe a notamment remporté les classements par équipes et individuel de l'UCI America Tour 2007.

## Principales victoires
- Tour de Cuba : Svein Tuft (2007)
- Tour de Beauce : Svein Tuft (2008)

## Classements UCI
À partir de 2005, l'équipe participe aux épreuves des circuits continentaux et principalement aux courses du calendrier de l'UCI America Tour. Les tableaux ci-dessous présentent les classements de l'équipe sur les circuits, ainsi que son meilleur coureur au classement individuel.
UCI America Tour
| Saison | Classement par équipes | Meilleur coureur au classement individuel |
| ------ | ---------------------- | ----------------------------------------- |
| 2005   | 3e                     | Eric Wohlberg (15e)                       |
| 2006   | 6e                     | Svein Tuft (44e)                          |
| 2007   | 1re                    | Svein Tuft (1er)                          |
| 2008   | 2e                     | Svein Tuft (2e)                           |

UCI Asia Tour
| Saison | Classement par équipes | Meilleur coureur au classement individuel |
| ------ | ---------------------- | ----------------------------------------- |
| 2006   | 29e                    | Jacob Erker (128e)                        |

UCI Europe Tour
| Saison | Classement par équipes | Meilleur coureur au classement individuel |
| ------ | ---------------------- | ----------------------------------------- |
| 2007   | 129e                   | Christian Meier (1108e)                   |

UCI Oceania Tour
| Saison | Classement par équipes | Meilleur coureur au classement individuel |
| ------ | ---------------------- | ----------------------------------------- |
| 2006   | 32e                    | Eric Wohlberg (102e)                      |
| 2008   | 15e                    | Eric Wohlberg (44e)                       |

## Saison 2008

### Effectif
| Cycliste           | Date de naissance | Nationalité | Équipe 2007              |
| ------------------ | ----------------- | ----------- | ------------------------ |
| Ryan Anderson      | 22.07.1987        | Canada      | Kelly Benefit Strategies |
| Zachary Bell       | 14.11.1982        | Canada      | Kelly Benefit Strategies |
| Brandon Crichton   | 22.02.1985        | Canada      |                          |
| Jacob Erker        | 22.12.1975        | Canada      | Kelly Benefit Strategies |
| Cameron Evans      | 10.01.1984        | Canada      | OUCH-Maxxis              |
| Geoff Kabush       | 14.04.1977        | Canada      |                          |
| Christian Meier    | 21.02.1985        | Canada      | Garmin-Slipstream        |
| Andrew Pinfold     | 14.08.1978        | Canada      | OUCH-Maxxis              |
| Andrew Randell     | 04.07.1974        | Canada      | Planet Energy            |
| Will Routley       | 23.05.1983        | Canada      | Jelly Belly              |
| Jeff Sherstobitoff | 17.06.1982        | Canada      |                          |
| Svein Tuft         | 09.05.1977        | Canada      | Garmin-Slipstream        |
| Eric Wohlberg      | 08.01.1965        | Canada      | fin de carrière          |

### Victoires
| Date       | Course                                    | Pays   | Classe | Vainqueur       |
| ---------- | ----------------------------------------- | ------ | ------ | --------------- |
| 13/06/2008 | 4ea étape du Tour de Beauce               | Canada | 2.2    | Svein Tuft      |
| 15/06/2008 | Classement général du Tour de Beauce      | Canada | 2.2    | Svein Tuft      |
| 04/07/2008 | Championnat du Canada du contre-la-montre | Canada | CN     | Svein Tuft      |
| 06/07/2008 | Championnat du Canada sur route           | Canada | CN     | Christian Meier |